# 압레네 지역
압레네 지역(라트비아어: Abrenes apriņķis)은 1,000km2의 면적을 가진 지역이다. 이 지역은 현재 러시아의 피탈로보 군에 속해 있는 지역이다. 라트비아에서는 북동쪽에 위치해 있다. 이 지역은, 원래 라트비아인들이 5세기에 거주했던 곳이었다. 16세기부터 라트비아인 주민은 현재까지 소수에 불과하다. 이 지역은 1920년에서 1940년까지 라트비아의 영토였다. 지금은 이 지역을 소련이 차지해서 러시아의 영토로 되어 있다. 하지만 라트비아에서는 이 지역을 러시아의 영토로 인정을 안 하고 현재까지 라트비아의 영토로만 인정하고 있다(1920년에 라트비아와 러시아 사이에서 조약이 체결된 적이 있었다.).